# Кумаргали
Кумаргали (каз. Құмарғали ауылы, до 2006 г. — Каспа́ркино) — аул в Курмангазинском районе Атырауской области Казахстана. Входит в состав Тенизского сельского округа. Код КАТО — 234663200.

## Население
В 1999 году население аула составляло 86 человек (48 мужчин и 38 женщин). По данным переписи 2009 года, в ауле проживало 95 человек (48 мужчин и 47 женщин).